# Club Deportivo Vendaval
Le C.D. Vendaval est un club de football salvadorien. Fondé le 27 mars 1927, ce club sportif se situe à Apopa.
Le club évolue à plusieurs reprises en deuxième division.